# كنيسة الحضرت مريم
كنيسة الحضرت مريم (بالفارسية: کلیسای حضرت مریم) هي كنيسة تاريخية تعود إلى عصر القاجاريين، وتقع في همدان.